# Gebel Adda
Le Gebel Adda, également orthographiée Jebel Adda, est une montagne engloutie anciennement située sur la rive droite du Nil près de la frontière sud de l'Égypte. Elle abrite les ruines d'une cité ancienne fortifiée à l'époque méroïtique et devenue plus tard place forte importante de la Nubie chrétienne jusqu'au XVe siècle. À proximité, un temple égyptien creusé dans le roc a été sauvé avant la montée des eaux du lac Nasser à la fin des années 1960.

## Localisation
L'ancienne citadelle de Gebel Adda se situe en Basse Nubie, sur la rive droite du Nil, entre la première et la deuxième cataracte, face à Abou Simbel.
La frontière actuelle avec le Soudan s'étend à vingt kilomètres au sud.
Durant l'époque chrétienne, Kaw (de), dont l'église a été préservée, était distante de vingt kilomètres en aval sur la même rive du fleuve, Abdallah Nirqi et Tamit faisaient face à Gebel Adda sur la rive opposée. Les sépultures de Qustul, situées à mi-chemin entre la citadelle et la frontière du Soudan, ont été recouvertes par le lac Nasser.
Le Gebel Adda forme un relief tabulaire avec des pentes abruptes de tous côtés. Le temple égyptien, creusé dans un des versants, porte souvent le nom du village moderne d'Abahuda (Abu Hoda), situé au pied de la montagne. La citadelle apparaît dans les sources arabes sous le nom de Daw. L'endroit était probablement la capitale du royaume nubien chrétien tardif de Dotawo.

## Histoire
Au début du Nouvel Empire, au XVIe siècle avant notre ère les pharaons égyptiens conquièrent cette région après plusieurs campagnes contre le royaume de Kerma, il y font construire de nombreux temples jusqu'au XIIe siècle, immortalisant leur règne par des inscriptions. Le temple de Gebel Adda est érigé sous le règne d'Horemheb.

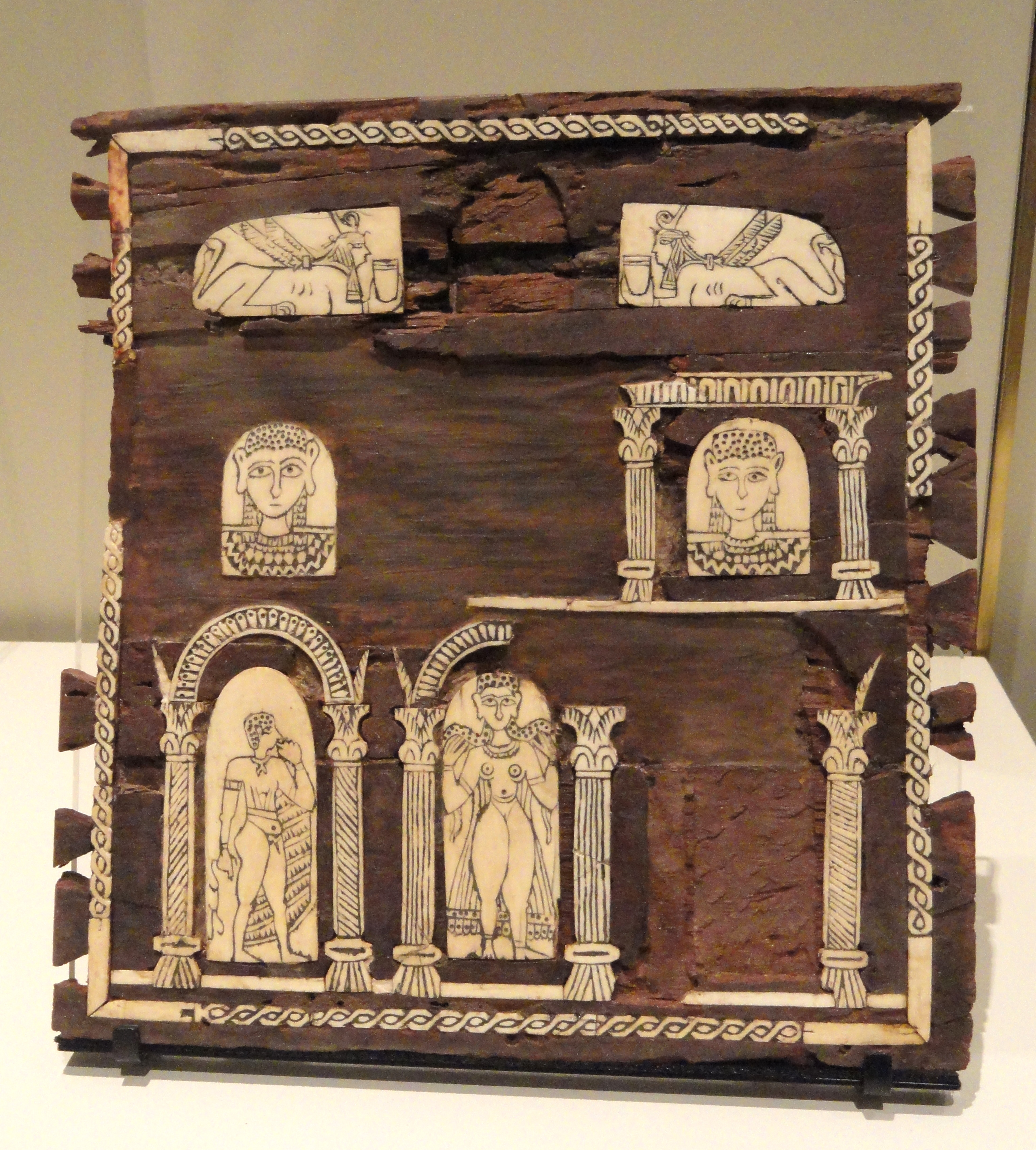
Un coffret, provenant de Gebel Adda, décoré d'incrustations d'ivoire (IVe siècle).

Au cours du dernier royaume koushique (à partir du IIIe siècle) la cité est entourée d'un mur défensif, qui sera modifié et agrandi plusieurs fois jusqu'à l'ère chrétienne. Lorsque l'Égypte devient romaine, Gebel Adda est rattaché à la province du Triakontaschoinos (de), administrée par un gouverneur égyptien. Du IIe au IVe siècle, le Gebel Adda et Faras sont des centres de province importants.
Des sépultures de la période postméroitique (350-550) (également dénommée culture du Groupe X) sont présentes aux abords de la cité, à Qustul et Ballana. Gebel Adda semble avoir accueilli les prémisses du royaume de Nobatie avant qu'il ne se convertisse au christianisme, les dignitaires de ce royaume auraient pu être enterrés dans ces sépultures. Dès cette époque, Gebel Adda connait les débuts d'une influence chrétienne : des amphores ornées de graffitis chrétiens en forme de croix grecques ont été découvertes dans une tombe appartenant au groupe X. Ce n'était pas encore un lieu de sépulture chrétienne, mais cette découverte fournit une indication sur la propagation du christianisme.
À partir du milieu du IIIe siècle, la région est soumise aux attaques des Blemmyes, ils contrôleront la Basse Nubie au siècle suivant mais seront chassés par le roi Silko.
Vers 450, la région est en effet conquise par le roi de Nobatie, Silko, de cette date jusqu'au XVIe siècle, Gebel Adda, Faras, et Qasr Ibrim seront les plus grandes villes fortifiées de la Basse Nubie chrétienne.
Le royaume déplacera sa capitale à Faras, après la conversion du roi Silko au christianisme au milieu du VIe siècle. À la suite de cette conversion, les églises remplacent les temples à Gebel Adda, ces derniers sont progressivement détruits, bien que les fouilles archéologiques aient révélé qu'un temple aurait été construit à une époque relativement tardive, ce qui pourrait laisser penser que la religion chrétienne et les cultes païens aient pu coexister au sein de la cité.
Quelques informations sur l'histoire de la cité ont pu être révélées par l'étude de manuscrits. En 1155, un évêque de Selim et un roi de Dotawo sont mentionnés dans un texte de Qasr Ibrim. Une lettre de Gebel Adda datée de 1484 mentionne le roi Joël ainsi que des nobles et des dirigeants d'églises.
À partir du XIIIe siècle, les mamelouks menacent le royaume chrétien de Makurie. À la suite des raids de la Makurie contre le port d'Aydhab et contre la ville d'Assouan en 1276, le sultan Baybars attaque le royaume, avance jusqu'à Dongola et renverse le roi de Makurie David. Des combats ont lieu à Gebel Adda et Meinarti, jusqu'à la victoire décisive des Égyptiens face à Dongola. À partir de cette période, les musulmans égyptiens dominent de plus en plus la vie politique de la Makurie. Les dirigeants makuriens souffrent également de raids des tribus nomades. Avec le soutien égyptien, ils réussissent à vaincre les rebelles à Gebel Adda en 1364 mais doivent quitter leur capitale Dongola. Une partie des habitants fonde alors la nouvelle ville de Dongola et la cour de Makurie se réfugie à Gebel Adda,. 
Dans les années 1560, les Ottomans installent une garnison dans la ville fortifiée de Qasr Ibrim et sur l'île de Saï. Le royaume de Dotawo n'existe plus.

## Histoire de la recherche
De nombreux voyageurs européens du XIXe siècle décrivent les ruines de l'ancienne citadelle à côté du village d'Abahuda.
Le comte Anton von Prokesch-Osten dénombre soixante-dix petits tumulus constitués de pierres et de briques d'adobe au pied de la montagne, les habitants croyaient qu'il s'agissait de tombes de martyrs islamiques ayant péri durant les batailles contre le royaume chrétien. Prokesch-Osten considère l'endroit comme une fondation romaine. Il découvre le « tombeau d'Abahuda », temple pharaonique creusé dans la roche, transformé plus tard en église, il lui consacre un passage de son récit de voyage.
En 1906, Arthur Weigall étudie le site et date les tombes à voûtes souterraines de la période fatimide.
Ugo Monneret de Villard (it) effectue des fouilles en Basse Nubie en 1932/33 pour le compte de l'autorité égyptienne des antiquités avec le soutien du ministère italien des Affaires étrangères. Il écrit la première description détaillée de la forteresse et des sépultures. Monneret, qui s'intéresse principalement aux vestiges du Moyen Âge chrétien, découvre trois églises au sud de la colline de la forteresse.
En 1959, Mustafa el-Amir de l'université d'Alexandrie commence les premières fouilles systématiques. En trois mois, il découvre une grande partie du cimetière chrétien (cimetière 2), six grands tumulus de la période du groupe X (cimetière 1), des maisons de la fin de la période chrétienne sur la colline et l'église 1 que Monneret avait déjà examinée.
Les fouilles menées par Nicholas B. Millet pour le compte du Centre de recherche américain en Égypte se basent sur le travail de Mustafa el-Amir. Elles se déroulent en quatre campagnes de 1962 à 1965. Elles sont parties prenantes du programme de sauvetage des sites archéologiques lancé par l'UNESCO avant la submersion de la région par le lac Nasser. Lors de ces fouilles, de nombreuses inscriptions ont été découvertes, elles permettent de mieux éclairer l'histoire des royaumes de Nobatie puis de Makurie.

## Urbanisme
La cité antique et médiévale se trouvait au sommet d'une colline escarpée, un éperon dominait le Nil au nord. Le long de la crête, un étroit sentier permettait de pénétrer dans la citadelle par une porte massive, renforcée au XIVe siècle. Elle était sécurisée par une tour en pisé. Au nord de celle-ci, la muraille de la ville de l'époque méroïtique était enfouie sous les vestiges chrétiens puis musulmans. Le seul accès à la citadelle était abrupt et en partie constitué d'escaliers. Au nord une plate-forme maçonnée rectangulaire correspondait probablement à la base stylobate d'un temple. Le mur d'enceinte se prolongeait au nord-est de la colline puis plus à distance des habitations à l'est. À certains endroits, le mur de briques de terre crue était renforcé à l'extérieur par un mur de pierre.
La ville était dense, les bâtiments résidentiels étaient aussi proches les uns des autres qu'à Qasr Ibrim ou Ikhmindi et ne pouvaient être atteints que par des rues étroites et sinueuses. Les murs se composaient principalement de briques d'adobe, les toits étaient construits selon le modèle de la voûte nubienne.
À l'intérieur de la citadelle, un ensemble de bâtiments avec une entrée monumentale évoque un palais abritant probablement des personnages importants du royaume. À proximité de cet ensemble palatial, une grande partie de la ville est reconstruite et une église est érigée au XIIIe siècle. Au XIVe siècle, le palais et les ouvrages de défense sont à nouveau agrandis.
L'une des sept églises de la citadelle a été préservée à l'intérieur des ruines. Au point culminant de la ville, ont été découverts près de deux mille fragments de colonnes de granit indiquant probablement l'emplacement d'une plus grande église. Dans les décombres se trouvaient des fragments de chapiteaux en grès rougeâtre, dont l'un était décoré de grandes feuilles lisses. L'un des corbeaux était orné de volutes. Juste au-dessus de la tour de défense nord d'époque méroïtique se trouvait une autre église, elle s'est effondrée au Moyen Âge avec le mur extérieur de la tour.

## Temple d'Horemheb

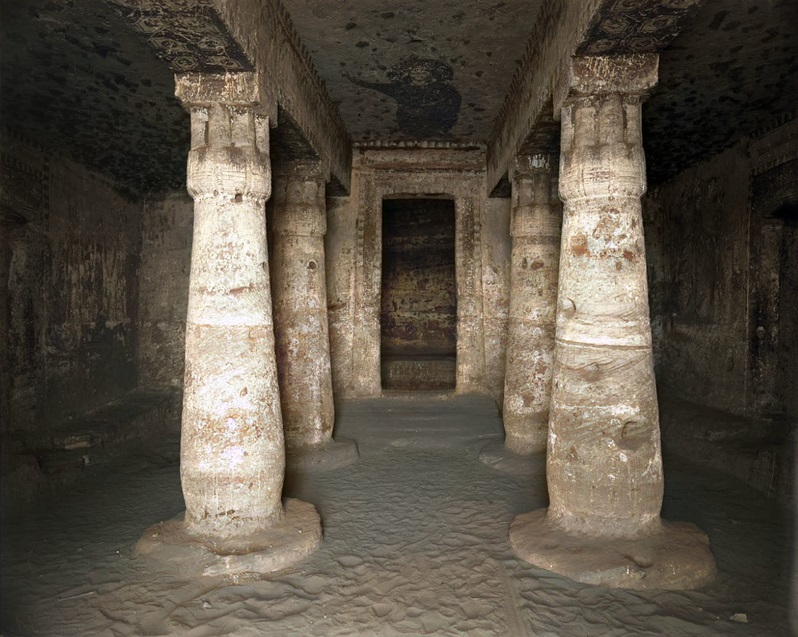
Le temple en 1906.

Le petit temple creusé dans la roche (spéos) était situé directement au-dessus du niveau du Nil (à cette époque le niveau normal du Nil était de cent-vingt mètres au-dessus du niveau de la mer). La porte d'entrée du temple, creusée dans le grès, était accessible par treize marches. Un petit passage permettait d'entrer dans le temple composé d'une salle centrale (antichambre) à quatre colonnes, d'une cella fermée au fond et de deux pièces latérales. Il était dédié aux dieux Amon-Rê et Thot d'Hermopolis, et également orné de représentations de la déesse Anoukis et d'Horus. Les quatre formes nubiennes d'Horus, que l'on appelle les seigneurs des régions, étaient présentes. Les bas-reliefs représentent le pharaon Horemheb sacrifiant au dieu d'Aniba, Bouhen, Quban (Baki égyptien, en face d'ad-Dakka) et Abou Simbel (Meha égyptien).
Les premiers chrétiens ont transformé le temple en église, ils ont masqué les bas-reliefs des dieux égyptiens par une couche de plâtre recouverte de peintures murales. Prokesch-Osten décrit des murs couverts de hiéroglyphes égyptiens et de peintures chrétiennes telles saint Georges avec un cheval rouge sur les fonts baptismaux. L'église était dédiée à Epimachus de Pelusium (en). Lors de la construction du barrage d'Assouan, des parties de la chapelle ont été découpées dans la roche et reconstruites près des temples d'Abou Simbel.